# Ángel Francisco Simón Piorno
Ángel Francisco Simón Piorno (ur. 3 grudnia 1945 w Corbellino di Sayago) – hiszpański duchowny rzymskokatolicki posługujący w Peru, w latach 2004-2022 biskup Chimbote, od 2022 biskup senior tejże diecezji.

## Życiorys
Święcenia kapłańskie przyjął 22 kwietnia 1973. Po święceniach wyjechał do Peru i rozpoczął pracę w wikariacie apostolskim Jaén en Peru o San Francisco Javier. Był m.in. kanclerzem kurii, wikariuszem generalnym oraz rektorem miejscowego instytutu pedagogicznego.
18 maja 1991 został prekonizowany biskupem diecezji Chachapoyas. Sakry biskupiej udzielił mu 5 lipca 1991 abp Luigi Dossena.
18 marca 1995 papież Jan Paweł II przeniósł go na stolicę biskupią w Cajamarca, zaś 4 lutego 2004 mianował go biskupem Chimbote.
18 maja 2022 papież Franciszek przyjął jego rezygnację ze stanowiska biskupa diecezjalnego.